# Maciej Sarnacki
Maciej Sarnacki, né le 10 février 1987 est un judoka polonais.

## Palmarès

### Championnats de Pologne
- Champion en +100 kg en 2010, 2012, 2013, 2014 et 2015
- troisième en +100 kg en 2009 et 2011

### Tournoi
Vainqueur du Tournoi de Varsovie en 2015